# Сінема Сіті (мережа кінотеатрів)
«Сінема Сіті» — всеукраїнська мережа кінотеатрів заснована у 2007 році. Станом на 2022 рік мережа «Сінема Сіті» налічує 3 кінотеатри у таких містах як Одеса, Київ та Вінниця, разом в яких розміщується 22 екрани. Усі кінотеатри мережі розташовані у популярних торгових центрах.

## Кінотеатри
Одеса
- Сінема Сіті Одеса. м. Одеса, пров. Семафорний, 4. ТРЦ «Fontan Sky Center» [Архівовано 17 лютого 2022 у Wayback Machine.].  Кількість екранів: 7, загальною місткістю 1359 місць (три зали по 269 місць і чотири зали по 138 місць). Відрито 21 квітня 2007 року.[1]

Київ
- Сінема Сіті Київ. м. Київ, вул. Горького (Антоновича), 176. ТРЦ «Ocean Plaza», 3-й поверх.  Кількість екранів: 8,[2], із загальною кількістю місць 1500. Відкрито в листопаді 2012 року[3]

Вінниця
- Сінема Сіті Вінниця. м. Вінниця, вулиця 600-річчя, 17. ТРЦ «Мегамолл» [Архівовано 17 лютого 2022 у Wayback Machine.].  Кількість екранів: 7, загальною місткістю 1292 місць. Відкритий у 2021 році.[4][5]

## Колишні члени мережі Сінема Сіті
Тернопіль
- Сінема Сіті Тернопіль в ТРЦ «Подоляни». Кількість екранів: 4, по 148 у кожному і загальною місткістю 592 місць. Відкрито 10 березня 2010 року; закрито 11 лютого 2021 року. Замість нього у ТРЦ «Подоляни» у 2020 році відкрився кінотеатр мережі Miromax.[6]

## Власники
Власниками мережі кінотеатрів Сінема Сіті з 2021 року є бізнесмени Андрій та Ірина Соколови. Їм також належить мережа кінотеатрів «Wizoria».